# 张瑱
张瑱（1972年6月23日—），女，浙江金华人，中华人民共和国外交官，现任中华人民共和国驻宿务总领事。

## 生平
张瑱毕业于北京语言学院。1993年，进入中华人民共和国外交部工作，先后在外交部西亚北非司、驻埃及大使馆、驻丹麦大使馆、外交部西欧司、外交部欧洲司、外交部机关党委任职。2009年，任驻丹麦大使馆一等秘书、政治处主任。2012年，任外交部纪委、监察部驻外交部监察局一等秘书、二室主任、参赞、一室主任。2015年，任外交学院党委副书记、纪委书记。。2018年，任驻德国大使馆公使衔参赞。2023年4月，出任中华人民共和国驻宿务总领事。